# Бальсас
Ба́льсас (ісп. Río Balsas) — річка в Мексиці. Довжина 770 км, площа басейну 117406 км². Витоки в південній частині Мексиканського нагір'я (в верхній течії називається Атояк, Мескала); по всій довжині тече в горах, впадає в Тихий океан. Порожиста. Бере початок від злиття річок Сан-Мартін і Захуапан (San Martin and Zahuapan), під назвою Атояк. Річка впадає в Тихий океан біля мису Mangrove Point, поруч з містом Ласаро Карденас (Мічоакан)
Долина Бальсас, можливо, була однією з найраніших місць вирощування кукурудзи в Мексиці, що датується приблизно 7,2 тис. років до Р.Х.
Середні витрати 440 м³/с, використовується для зрошення і виробництва електроенергії. Основні притоки зліва — Містеко, Тлапанеко, справа — Нехапа, Куцамала, Такам-Баро, Тепалькатепек. На річці місто Пуебла.
На річці побудовані дві ГЕС — Ла-Вілліта та Ель-Інфирнільо. Ель Караколь та ще чотири інші ГЕС в стадії розробки.
Також води річки перекидаються до сточища річки Лерма для водопостачання міста Мехіко.
Річка Бальсас тече в тектонічній западині між хребтом Південна Сьєрра-Мадре і Трансмексиканським вулканічним поясом . Ерозійна діяльність приток річки Бальсас створила на схилах Південної Сьєрра-Мадре складну мережу глибоких долин і гребенів, майже не залишивши рівних ділянок.
У районі сточища річки Бальсас знаходяться родовища золота, свинцю, міді, цинку, заліза, вугілля, бариту, марганцю, миш'яку, сурми, тальку.
На річці є кілька порогів. Велика частина басейну зайнята широколистяними тропічними лісами . Основні притоки річки зліва - Містек, Тлапанеко, справа - Нехапа, Куцамала, 